# Лекар в планината
Лекар в планината (на немски Der Bergdoktor) е немско-австрийски сериал от 2008 г., който през 2016 г. започва да се излъчва по bTV всеки делничен ден. Още от премиерата си сериалът постига много големи успехи, може би заради усилията на режисьора и екипа, постарали се продукцията да бъде на високо ниво. Всички участници в сериала са подбрани от популярни предавания и сериали. Действието се развива в измисленото място Зоненщайн, което всъщност са планините на Вилдермиминг, Тирол, Австрия.

## Актьорски състав
- Ханс Зигъл – Мартин Грубер
- Хайко Рупрехт – Ханс Грубер
- Моника Баумгартнер – Елизабет Грубер
- Роня Форхер – Лили Грубер
- Натали О Хара – Сузане
- Марк Келер – Александер Канвайлер
- Ребека Имануел – Вера Фендрих

## Излъчване в България
| Сезон | Сезон | Епизоди | Начало на сезона    | Край на сезона       | Всички епизоди | ТВ сезон       | ТВ канал | Дата и час           | Източник    |
| ----- | ----- | ------- | ------------------- | -------------------- | -------------- | -------------- | -------- | -------------------- | ----------- |
|       | 1     | 8       | 3 октомври 2016 г.  | 12 октомври 2016 г.  | 1 – 8          | 2016 г.        | bTV      | всеки делник (14:30) |             |
|       | 2     | 13      | 13 октомври 2016 г. | 31 октомври 2016 г.  | 9 – 21         | 2016 г.        | bTV      | всеки делник (14:30) |             |
|       | 3     | 18      | 1 ноември 2016 г.   | 24 ноември 2016 г.   | 22 – 39        | 2016 г.        | bTV      | всеки делник (14:30) |             |
|       | 4     | 15      | 25 ноември 2016 г.  | 15 декември 2016 г.  | 40 – 54        | 2016 г.        | bTV      | всеки делник (14:30) |             |
|       | 5     | 13      | 16 декември 2016 г. | 5 януари 2017 г.     | 55 – 67        | 2016 - 2017 г. | bTV      | всеки делник (14:30) |             |
|       | 6     | 14      | 6 януари 2017 г.    | 25 януари 2017 г.    | 68 – 81        | 2017 г.        | bTV      | всеки делник (14:30) |             |
|       | 7     | 14      | 26 януари 2017 г.   | 14 февруари 2017 г.  | 82 – 95        | 2017 г.        | bTV      | всеки делник (14:30) |             |
|       | 8     | 18      | 15 февруари 2017 г. | 9 март 2017 г.       | 96 – 113       | 2017 г.        | bTV      | всеки делник (14:30) |             |
|       | 9     | 16      | 10 март 2017 г.     | 31 март 2017 г.      | 114 – 129      | 2017 г.        | bTV      | всеки делник (15:00) |             |
|       | 10    | 16      | 23 март 2018 г.     | 17 април 2018 г.     | 130 – 145      | 2018 г.        | bTV      | всеки делник (16:00) | [ 3 ]       |
|       | 11    | 16      | 18 април 2018 г.    | 11 май 2018 г.       | 146 – 161      | 2018 г.        | bTV      | всеки делник (16:00) | [ 3 ] [ 4 ] |
|       | 12    | 16      | 27 април 2020 г.    | 8 май 2020 г.        | 162 – 177      | 2020 г.        | bTV      | всеки делник (15:00) |             |
|       | 13    | 16      | 7 януари 2021 г.    | 28 януари 2021 г.    | 178 – 193      | 2021 г.        | bTV      | всеки делник (16:00) |             |
|       | 14    | 18      | 16 ноември 2021 г.  | 9 декември 2021 г.   | 194 – 211      | 2021 г.        | bTV Lady | всеки делник (20:00) |             |
|       | 15    | 16      | 30 август 2022 г.   | 23 септември 2022 г. | 212 – 227      | 2022 г.        | bTV      | всеки делник (15:00) |             |

## В България
В България сериалът започва от първи сезон на 3 октомври 2016 г. по bTV с разписание всеки делник от 14:30 ч. и завършва на 31 март 2017 г., като са показани девет сезона без прекъсване. Десети сезон започва на 23 март 2018 г. от 16:00 ч. и завършва на 17 април. Единадесети сезон започва на 18 април със същото разписание и завършва на 11 май. Дванадесети сезон тръгва на 27 април 2020 г. от 15:00 ч. и завършва на 8 май. Тринадесети сезон започва на 7 януари 2021 г. от 16:00 ч. и приключва на 28 януари. Четиринадесети сезон стартира на 4 август 2022 г. от 15:00 ч. и завършва на 29 август. Петнадесети сезон започва на 30 август със същото разписание и завършва на 23 септември. Дублажът е на студио VMC. Ролите се озвучават от Петя Миладинова, Нина Гавазова, Христо Узунов, Мартин Герасков и Георги Тодоров. През следващите сезони дубльорите са сменени с Елена Бойчева, Петя Абаджиева, Симеон Владов, Чавдар Монов и Георги Тодоров.
На 12 септември 2017 г. започва повторно излъчване на първите девет сезона по bTV Lady от 19:00 ч. На 24 май 2018 г. започват повторно десети и единадесети сезон от 20:00 ч. и приключват на 6 юли. На 28 февруари 2019 г. се завърта отново от първи сезон с разписание всеки делник от 20:00 ч. Четиринадесети сезон започва премиерно на 16 ноември 2021 г. от 20:00 ч. и завършва на 9 декември. 